# Werner Baßler
Werner Baßler (Trippstadt, 2 ottobre 1921 – 21 ottobre 1989) è stato un calciatore tedesco, di ruolo attaccante.

## Carriera
Fu capocannoniere del campionato tedesco nel 1948 e nel 1951, in entrambi i casi a pari merito con altri tre giocatori.